# BSD Installer

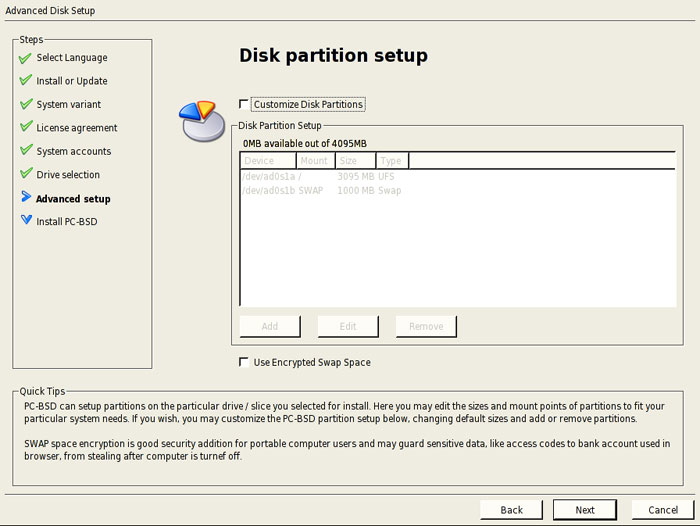
Captura de pantalla

El BSD Installer o bien Instalador BSD es un instalador de sistema ligero y es el instrumento de configuración para los sistemas operativos BSD, diseñado para el buen trato, la facilidad de uso, y la robustez. 
Usando la capa de abstracción DFUI, el Instalador BSD (BSD Installer) separa limpiamente la interfaz de usuario de la lógica de aplicación, teniendo en cuenta una gama mayor de posibilidades para el diseño de interfaz y la accesibilidad.
El desarrollo continúa con mejoras a su funcionalidad, utilidad, y la presentación, y el trabajo sigue integrándolo con distribuciones BSD.
Último backend está basado en una combinación de Lua y C que entrega una solución de instalador increíblemente poderosa. 

## Distribuciones BSDque integran elBSD Installer
Algunas de las distribuciones BSD que utilizan al Instalador BSD son:
- DragonFly BSD, la que la usa principalmente.
- FreeSBIE
- pfSense
- LiveBSD